# Le Romancier Martin
Le Romancier Martin est une nouvelle fantastique de Marcel Aymé, parue dans Candide en 1936.

## Historique
Le Romancier Martin paraît d'abord dans le journal Candide du 15 octobre 1936, puis dans Derrière chez Martin, le troisième recueil de nouvelles de l'auteur, paru en 1938.

## Résumé
C'est l'« histoire d'un romancier réaliste qui prend ses personnages dans une réalité si drue, qu'ils s'animent d'une vie réelle, matérielle, et, retirant à l'auteur son libre arbitre de romancier, imposent à son œuvre les exigences de la réalité vécue... » - Prière d'insérer de Marcel Aymé.

## Adaptation
- 2010 : Le Romancier Martin et Héloïse, téléfilm français de Jérôme Foulon, avec Jonathan Lambert et Isabelle Gélinas